# Acacia veronica
Acacia veronica é uma espécie de leguminosa do gênero Acacia, pertencente à família Fabaceae.